# Dragon Age: Inquisition
Dragon Age: Inquisition är ett actionrollspel utvecklat av BioWare och gavs ut av Electronic Arts den 18 november 2014 till Microsoft Windows, Playstation 3, Playstation 4, Xbox 360 och Xbox One. Det är en uppföljare till Dragon Age: Origins och Dragon Age II, vilket gör spelet till den tredje i Dragon Age-serien.

## Röstskådespelare
- Harry Hadden-Paton - The Inquisitor (amerikansk röst)
- Alix Wilton Regan - The Inquisitor (brittisk röst)
- Jon Curry - The Inquisitor (brittisk röst)
- Sumalee Montano - The Inquisitor (amerikansk röst)
- Miranda Raison - Cassandra Pentaghast
- Brian Bloom - Varric Tethras
- Indira Varma - Vivienne
- Freddie Prinze, Jr. - Iron Bull
- Robyn Addison - Sera
- Alastair Parker - Blackwall
- Ramon Tikaram - Dorian Pavus
- Gareth David-Lloyd - Solas
- James Norton - Cole
- Corinne Kempa - Leliana
- Greg Ellis - Cullen
- Allegra Clark - Josephine Montilyet
- Claudia Black - Morrigan
- Steve Valentine - Alistair
- Mika Simmons - Anora
- Nicholas Boulton - Hawke (manlig röst)
- Jo Wyatt - Hawke (kvinnlig röst)
- Betsy Beutler - Dagna
- Kate Mulgrew- Flemeth
- Gideon Emery - Samson
- Odin Black - Kieran
- Stephane Cornicard - Stroud
- David Sterne - Corypheus
- Simon Templeman - Loghain
- Ali Hillis - Lace Harding
- Katherine Pageon - Celene Valmont I
- Kath Soucie - Justinia V
- Jennifer Hale - Cremisius "Krem" Acclasi
- Stefan Marks - Carroll
- Crispin Freeman - Felix Alexius
- Timothy Watson - Teagan Guerrin
- Michael Curtis Parsons - Connor Guerrin
- Anthony Howell - Gaspard de Chalons